# Stumpfer Winkel
Ein Winkel {\displaystyle \alpha } heißt stumpf, falls gilt:
- {\displaystyle 90^{\circ }<\alpha <180^{\circ }} (im Gradmaß) bzw.
- {\displaystyle \pi /2<\alpha <\pi } (im Bogenmaß).

In der linearen Algebra heißt eine Familie von Vektoren stumpfwinklig, falls der Winkel zwischen je zwei dieser (verschiedenen) Vektoren stumpf ist. Die formale Definition lautet wie folgt:
Sei {\displaystyle S=\{v_{1},v_{2},...,v_{k}\}\subset \mathbb {R} ^{n}} eine Familie von Vektoren und {\displaystyle \langle \cdot ,\cdot \rangle } das Standardskalarprodukt auf {\displaystyle \mathbb {R} ^{n}}. Dann heißt S stumpfwinklig, falls gilt {\displaystyle \langle v_{i},v_{j}\rangle <0}, für {\displaystyle 1\leq i<j\leq k}.
Es lässt sich zeigen, dass eine stumpfwinklige Familie im {\displaystyle \mathbb {R} ^{n}} höchstens {\displaystyle n+1} Vektoren enthalten kann.
Liegt eine symmetrische Konfiguration von {\displaystyle n+1} Vektoren im {\displaystyle \mathbb {R} ^{n}} vor, so gilt für den Winkel {\displaystyle \varphi } zwischen je zwei (verschiedenen) Vektoren: {\displaystyle \varphi =\arccos \left(-{\frac {1}{n}}\right)}. 
Im Fall {\displaystyle n=3} beispielsweise beschreibt eine symmetrische Konfiguration von vier Vektoren gleicher Länge ein reguläres Tetraeder. Daraus erhält man direkt den Tetraederwinkel {\displaystyle \tau =\arccos \left(-{\frac {1}{3}}\right)\approx 109{,}47^{\circ }}.